# 新庄直時
新庄 直時（しんじょう なおとき）は、常陸麻生藩の第4代藩主。後に再任して第6代藩主となる。

## 生涯
寛永3年（1626年）、初代藩主・新庄直頼の四男・新庄直房の次男として江戸で生まれる。寛永20年（1643年）6月27日に御書院番に任じられる。慶安2年（1649年）12月14日、父・直房の遺領である甲斐山梨郡・八代郡など500石の所領と家督を継いで旗本となる。
本家の麻生藩第3代藩主・新庄直好の実子・直常が早世したため、明暦2年（1656年）12月1日に直好の養子として迎えられる。万治3年（1660年）に直好に実子・直矩が生まれたが、寛文2年（1662年）に直好が死去したときは3歳の幼少であったため、そのまま直時が第4代藩主として家督を相続した。12月27日に従五位下・隠岐守に叙位・任官する。
寛文3年（1663年）7月に大坂加番に任じられる。寛文9年（1669年）2月には関宿城勤番を務めた。延宝2年（1674年）8月9日、幕府に嘆願して許されたため、15歳に成長していた直矩に家督を譲って隠居した。ただしこのとき、直矩が若年であることから、幕命により直時には藩領から7000石を分与され、直矩は2万3000石を相続することとなり、さらに直時は直矩の後見役を命じられた。
延宝4年（1676年）4月30日、直矩が急死する。直矩には継嗣がなかったため、新庄一族は幕府に無断で新たな後継者を立てようとしたが、そのため幕命により改易となった。しかし6月21日、幕府は隠居していた直時に3000石を新たに加増して1万石の大名として麻生藩の再興を許したことにより、直時は第6代藩主として再任することとなる。
延宝5年（1677年）、幕命により大坂城勤番を務めていたが、病に倒れて7月27日に大坂で死去した。享年52。跡を長男・直詮が継いだ。

## 系譜
父母
- 新庄直房（実父）
- 川口近次の娘（実母）
- 新庄直好（養父）

正室、継室
- 新庄直之の娘（正室）
- 新庄直好の娘（継室）

子女
- 新庄直詮（長男）生母は継室
- 新庄直道（次男）
- 新庄直成（三男）

養子
- 新庄直矩 ー 新庄直好の次男